# 대한민국 민법 제293조
대한민국 민법 제293조는 공유관계, 일부양도와 불가분성에 대한 민법 물권법 조문이다. 본 조문에서 승역지와 요역지란 다른 토지의 편익에 제공되는 토지와 다른 토지로부터 편익을 얻는 토지란 뜻이다.

## 조문
제293조(공유관계, 일부양도와 불가분성) ① 토지공유자의 1인은 지분에 관하여 그 토지를 위한 지역권 또는 그 토지가 부담한 지역권을 소멸하게 하지 못한다.
②토지의 분할이나 토지의 일부양도의 경우에는 지역권은 요역지의 각 부분을 위하여 또는 그 승역지의 각부분에 존속한다. 그러나 지역권이 토지의 일부분에만 관한 것인 때에는 다른 부분에 대하여는 그러하지 아니하다.

第293條(共有關係, 一部讓渡와 不可分性) ① 土地共有者의 1人은 持分에 關하여 그 土地를 爲한 地役權 또는 그 土地가 負擔한 地役權을 消滅하게 하지 못한다.
②土地의 分割이나 土地의 一部讓渡의 境遇에는 地役權은 要役地의 各 部分을 爲하여 또는 그 承役地의 各部分에 存續한다. 그러나 地役權이 土地의 一部分에만 關한 것인 때에는 다른 部分에 對하여는 그러하지 아니하다.

## 참고 문헌
- 오현수, 일본민법, 진원사, 2014. ISBN 978-89-6346-345-2
- 오세경, 대법전, 법전출판사, 2014 ISBN 978-89-262-1027-7
- 이준현 , LOGOS 민법 조문판례집, 미래가치, 2015. ISBN 979-1-155-02086-9

## 같이 보기
- 용익물권
- 지역권